# Концессия (арт-группа)
«Концессия» — арт-группа художников, образованная в 1988 году в Ленинграде, в связи с выставочной программой «Авангард в Русском музее на заборе».

## Цели и краткая история группы
Протестуя против требования сотрудников Пятого отдела КГБ прекратить уличную выставку своих работ, Андрей Ханов переписал афишу «Авангард в Русском музее» в «Авангард на заборе» и написал на заборе манифест с требованием к КГБ уступить ему право самому определять собственную судьбу художника. Позднее такая практика стала называться «artist statement».
Ленинградская городская газета «Смена» опубликовала статью «Своими картинами они позорят наш город» с фото А.Ханова и Рината Байбекова.
Прочтя статью, к акции присоединились ленинградские художники Светослав Чернобай, Тимур Новиков, Ян Сер (Александр Орлов), Юрий Тибо, Владислав Квитковский, Сергей Пузанов и Антон Тищенко (Владимир Волин). Выставка «Авангард на заборе» была уничтожена КГБ СССР.
Название «Концессия плюс минус бесконечности» предложил С.Чернобай в 1988 году, обратив внимание на то, что латинское слово Concession (уступка прав) означает отличный от конвенции (соглашения) тип договора. А протест группы направлен именно против «конвенции» (соглашения) различных экспертных сообществ относительно творчества и искусства. И, в первую очередь, против собственного дискурса.
Художники группы занимались коллективным паблик-арт, расписывая дворы, парадные, дороги и мосты Ленинграда — Санкт-Петебурга, рисуя то, что нарисовать на холстах им мешали собственные заблуждения и общепринятые нормы. В итоге, сменяющие друг друга циклы формулирования концепта собственного творчества и создания его визуальной метафоры приводили к прогрессу в карьере.
Государственный музей истории религии в 1993 году сопоставил произведения религиозного искусства всех конфессий из своей коллекции с работами художников Концессии на выставке «Мир религиозных образов» (программа «Связь времен») в ЦВЗ «Манеж» СПб. На этой выставке к группе присоединились художники Геннадий Гарвардт, Вячеслав Могилевский, Николай Вейнерт, Олег Купцов (группа «Депрессионисты»), Елена Зайцева (позже Лена Лиебич), Владимир Петухов (группа «Новые дикие»), Светлана Бобрышева (художница, режиссер и участница рок-группы Идея Фикс, рук. Николай Гнедков) с дочкой Полиной Смирновой (в будущем певица Пелагея Ханова).
С 1988 по 2018 года художники группы проводили акции паблик арт и выставки в музеях и галереях разных регионов мира. Участвовали в выставках ленинградского андеграунда.
Последняя акция 20 июня 2018 года — «Авангард на заборе 1988+30 лет» в чистом поле возле слияния рек Истра и Москва-река в Красногорском районе Московской области. В честь 30-летия группы и поминовения умерших участников. Режиссер Сергей Кухарук снял об этой акции фильм «Выставка на заборе».